# Zéro défaut (film)
Pour les articles homonymes, voir Zéro défaut (théorie).
Pour plus de détails, voir Fiche technique et Distribution.
Zéro défaut est un film français réalisé par Pierre Schoeller et sorti en 2003.

## Fiche technique
- Titre : Zéro défaut
- Réalisation : Pierre Schoeller
- Scénario : Pierre Schoeller
- Photographie : Julien Hirsch
- Son : Christine Charpail
- Montage :  Agnès Bruckert
- Production : Image et compagnie
- Tournage : dans une usine automobile belge en fonctionnement[1]
- Pays :  France
- Durée : 93 minutes
- Date de sortie : France - mai 2003

## Distribution
- Éric Elmosnino : Jérémie
- Nade Dieu : Michèle
- Abdellah Moundy : Farouk
- Lubna Gourion : Manon
- Khadija Bendriouch : Keltoum
- Pascal Elso : Medi
- Lou Dante : Souleymane
- Marie Rivière : Simone

## Sélection
- Festival de Cannes 2003 (programmation de l'ACID)[2]